# Luislândia
Luislândia est une municipalité brésilienne de l'État du Minas Gerais et la microrégion de Montes Claros.